# Gaflenz
Gaflenz est un bourg autrichien et le chef-lieu de la commune portant le même nom dans le district de Steyr-Land en Haute-Autriche.

## Jumelage
Gaflenz est jumelé avec :
- Käerjeng (Luxembourg) depuis le 7 septembre 1980, commune du canton de Capellen (autrefois : Clemency).